# Septembre 2012

## Faits marquants
- 29 août au 9 septembre : Jeux paralympiques d'été à Londres.
- 4 septembre : à la suite de l'élection générale québécoise de 2012, Pauline Marois devient première ministre. Elle est la première femme à occuper ce poste. Une attaque visant le rassemblement du Parti québécois à Montréal suit la victoire du parti à l'élection, faisant un mort.
- 5 septembre : Le spationaute Akihiko Hoshide marque la mode naissante du « selfie » en réalisant un autoportrait depuis l'espace (ci-contre). Le 5 septembre 2012, la mode du selfie à l'extérieur de la station spatiale internationale.

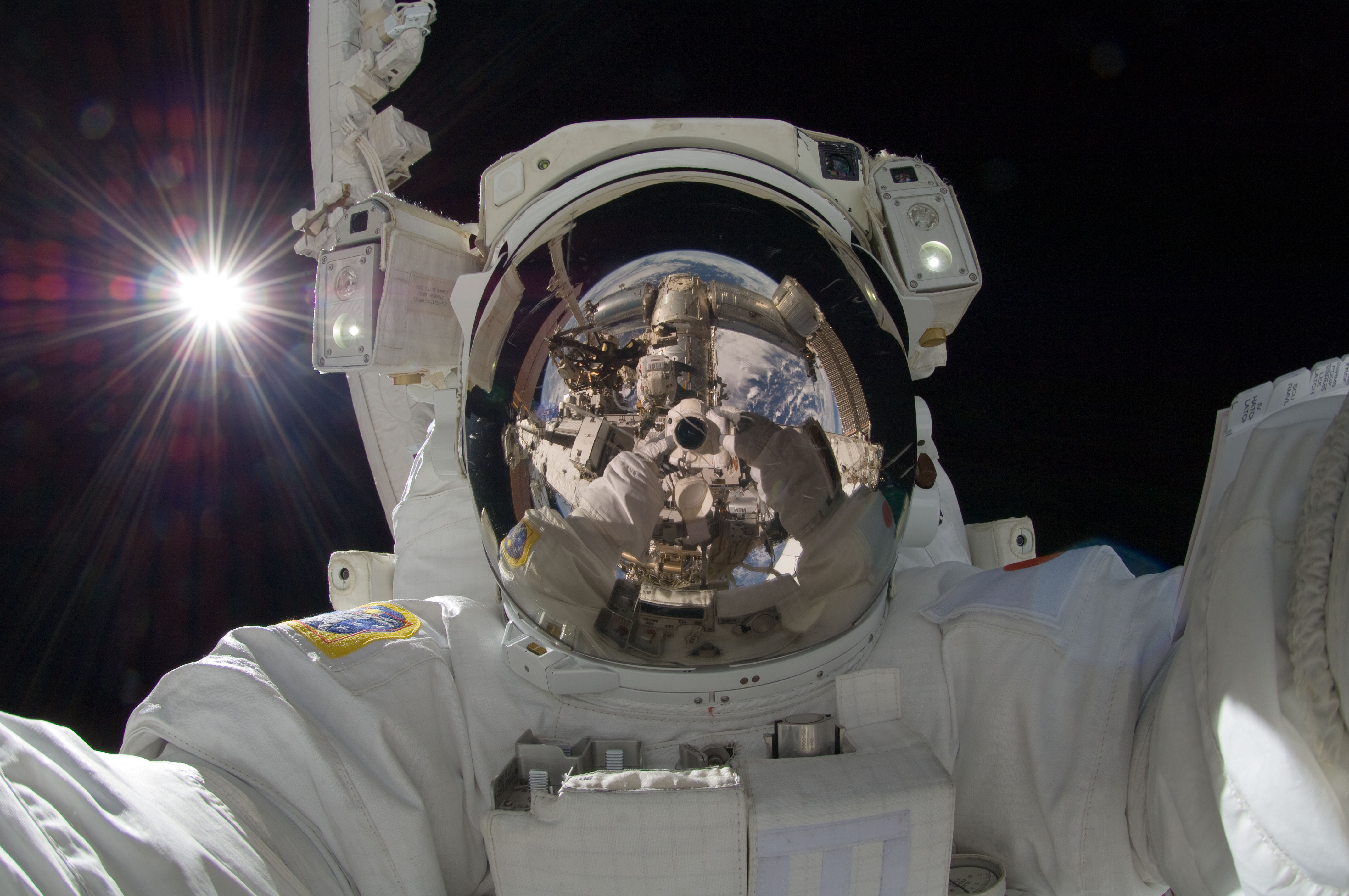
Le 5 septembre 2012, la mode du selfie à l'extérieur de la station spatiale internationale.

- 9 septembre : élections législatives à Hong Kong.
- 11 septembre : attaque de Benghazi entraînant entre autres la mort d'un ambassadeur américain.
- 12 septembre : élections législatives aux Pays-Bas, remportées par le VVD comme les précédentes.
- 14-16 septembre : visite du Pape Benoît XVI au Liban.
- 21 septembre : inauguration de la Cité du cinéma de Luc Besson à Saint-Denis (France).
- 23 septembre : élections législatives en Biélorussie.